# Rue Sibour

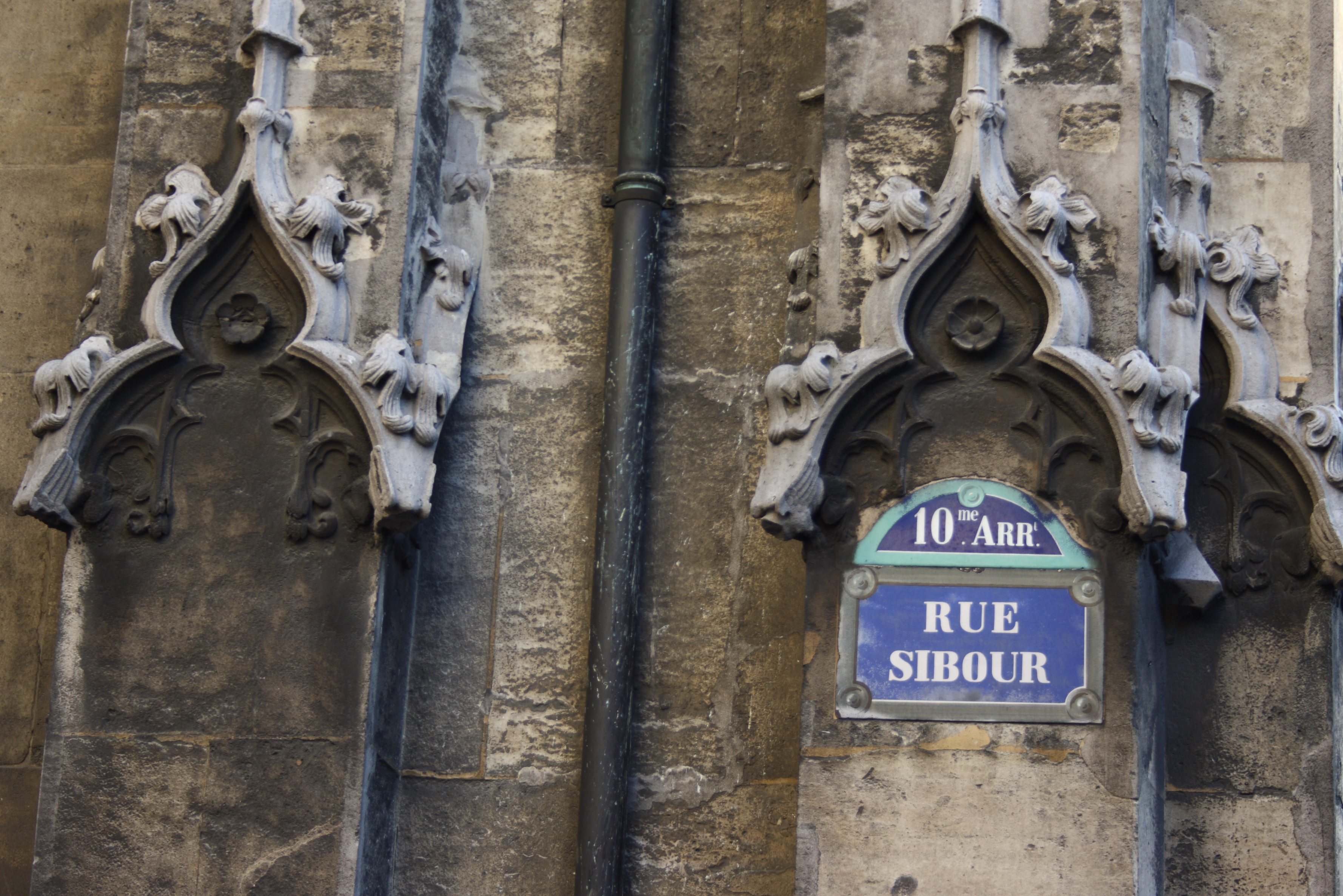
Straßenschild an der Kirche Saint-Laurent

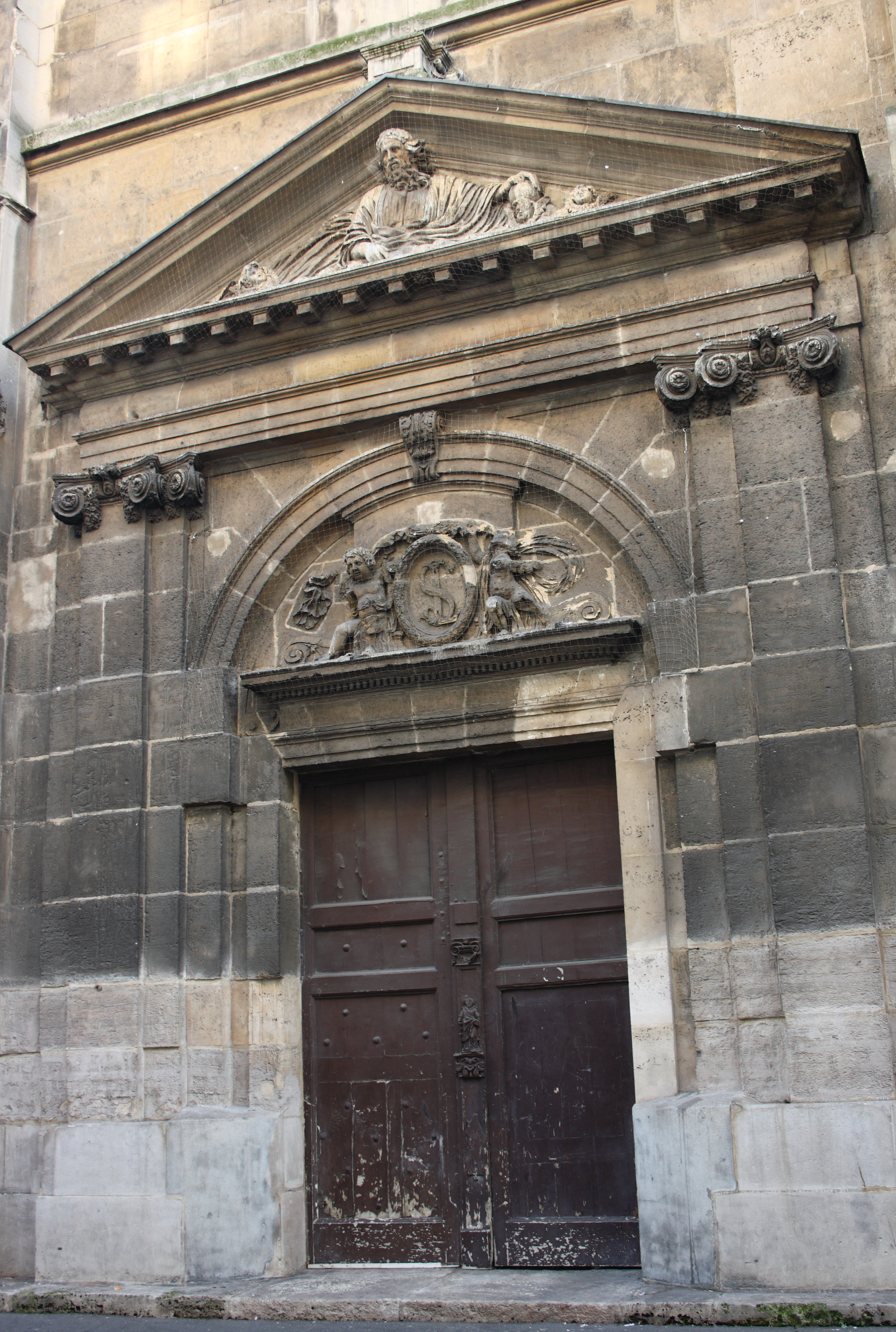
Nördliches Portal der Kirche Saint-Laurent an der Rue Sibour

Die Rue Sibour ist eine Straße im Quartier Porte Saint-Martin des 10. Arrondissements in Paris.

## Lage
Die Rue Pierre Sibour beginnt auf der Höhe der Nr. 121 der Rue du Faubourg-Saint-Martin und endet auf der Höhe der Nr. 70 des Boulevard de Strasbourg. Sie kreuzt in ihrem Verlauf keine andere Straße.

## Namensursprung
Die 1850 fertiggestellte Straße wurde 1865 nach dem Erzbischof von Paris Auguste Sibour (1792–1857) benannt, der am 3. Januar 1857 in der Kirche Saint-Étienne-du-Mont in Paris von dem suspendierten Priester Jean-Louis Verger ermordet wurde.

## Geschichte
Die Straße war früher ein Teil der Rue de la Fidélité, von der sie per Dekret vom 2. Oktober 1865 abgetrennt wurde. 
Die Straße wird auf der ganzen linken Seite von der Kirche Saint-Laurent und auf der rechten Seite von Wohn- und Hotelgebäuden begrenzt.